# Sonnenfinsternis vom 11. Juli 1991
Die totale Sonnenfinsternis vom 11. Juli 1991 war mit einer Totalitätsdauer von fast 7 Minuten eine der längsten überhaupt und damit länger als ihre Saros-Nachfolgerin, die Sonnenfinsternis vom 22. Juli 2009, die immerhin die längste des gesamten 21. Jahrhunderts ist. Dennoch war sie im 20. Jahrhundert nur die drittlängste; ihre Saros-Vorgängerinnen am 30. Juni 1973 und 20. Juni 1955 waren noch länger.
Alle diese Sonnenfinsternisse gehören zum Saros 136, der im 20. Jahrhundert seine Lebensmitte erreichte, und somit sich auf seinem Höhepunkt befand. Hinzu kommt, dass der Mond ausgerechnet zur Saros-Zyklus-Mitte immer nahe dem Perigäum befand, und die Erde immer nahe dem Aphel. Die scheinbare Größe des Mondes fiel damit besonders groß aus und die der Sonne besonders klein. Fazit: Sonnenfinsternisse mit einer besonders breiten Zentralzone und langer Dauer.
Saros 136 begann 14. Juni 1360 mit einer kleinen partiellen Sonnenfinsternis im Südpolarmeer. Nach 8 partiellen Finsternissen auf der Südhalbkugel kam es zu 6 ringförmigen und 6 hybriden Finsternissen, allesamt auf der Südhalbkugel der Erde. Seit dem 27. Januar 1721 sind die Finsternisse total und bleiben es bis zum 13. Mai 2496. Nach den 44 totalen werden dann 7 partielle Sonnenfinsternisse auf der Nordhalbkugel den Saros 136 am 30. Juli 2622 beenden.
Die maximale Phase wurde im mexikanischen Bundesstaat Nayarit erreicht, dort war die Sonne 6 Minuten 53 Sekunden lang total vom Mond bedeckt. Zahlreiche Hobbyastronomen bereisten eigens dafür Mexiko und konnten von dort aus bei wolkenlosen Himmel eine der imposantesten Sonnenfinsternisse beobachten.

## Verlauf
Der Kernschatten begann etwa 250 km östlich der Datumsgrenze und setzte seinen Weg zunächst über ein Teil der Hawaii-Inselgruppe fort. Um 18:42 Uhr erreichte er erstmals das Nordamerikanische Festland. Kurz danach, um 19:06 Uhr, erreichte die Finsternis in der mexikanischen Stadt Nayarit ihren Höhepunkt: die Totalität dauerte dort 6 Minuten und 53 Sekunden. Der Kernschatten verlief nun in Richtung Süd- und Mittelamerika, in Mexiko-Stadt dauerte die Totalität 6 Minuten und 35 Sekunden. Im übrigen Verlauf wurden Kolumbien und Brasilien überquert, wo schließlich der Pfad der Finsternis endete.